# Рокстеді
Рокстеді (англ. «rock steady», «rocksteady») — музичний стиль, що існував в Ямайці і в Англії в 1960-ті роки. Основа стилю — карибські ритми на 4/4, з підвищеною увагою до клавішних і гітар.

## Історія стилю
Рокстеді з'явився на Ямайці наприкінці першої хвилі ска. Рокстеді був більш повільним і плавним, ніж ска, бас-гітара акцентувала кожну частку, а гітара лише парні. Використовувалися барабани нової форми, а роль духових була зменшена (ймовірно, у зв'язку з дорожнечею інструментів). Є легенда, що літо 1966 року видалося дуже спекотним, і відвідувачі танцзалів не могли танцювати швидко, як цього вимагало ска.
Іншою головною відмінністю рокстеді від ска стали тексти. Вони були дещо моралізаторськими, оспівували моральні цінності (любов, дружбу, працю) на зрозумілій простим людям (наприклад, люмпенізованим Кінгстонським руд-боям) мовою. Ця повчальність була успадкована регі.
Відомими виконавцями рокстеді були Боб Марлі, Дерік Морган, Філіс Ділон та інші. Однією з найпопулярніших пісень була композиція «Rocksteady» Елтона Еліса.
У кінці 1960-х виконавці рокстеді стали відвідувати з гастрольними турами Англію, де, особливо в портових містах, була сильна ямайська діаспора. Незабаром рокстеді стали слухати і білі робітники. З виникненням субкультури скінхедів ритми рокстеді проникли в скінхед-регі.